# Теория Большого взрыва (сезон 10)
Десятый сезон американского ситкома «Теория Большого взрыва», премьера которого состоялась на канале CBS 19 сентября 2016 года, а заключительная серия вышла 11 мая 2017 года, состоит из 24 эпизодов.

## В ролях
- Джонни Галэки — Леонард Хофстедтер
- Джим Парсонс — Шелдон Купер
- Кейли Куоко — Пенни
- Саймон Хелберг — Говард Воловиц
- Кунал Найяр — Раджеш Кутраппали
- Маим Бялик — Эми Фара Фаулер
- Мелисса Ройч — Бернадетт Ростенковски
- Кевин Зусман — Стюарт Блум

## Эпизоды
| № общий | № в сезоне | Название                                                              | Режиссёр        | Автор сценария | Дата премьеры    | Произв. код | Зрители в США (млн) |
| --- | ---------- | --------------------------------------------------------------------- | --------------- | --- | ---------------- | ----------- | ------------------- |
| 208 | 1          | «Супружеская гипотеза» «The Conjugal Conjecture»                      | Марк Сендроуски | Сюжет : Чак Лорри, Стив Холланд и Тара Эрнандес Телесценарий : Стивен Моларо, Эрик Каплан и Джим Рейнольдс                | 19 сентября 2016 | T12.15303   | 15.82               |
| После того, как мать Шелдона и отец Леонарда проводят вечер вместе, утро следующего дня становится неловким для всех. Кроме того, на свадебную церемонию приезжает семья Пенни, включая ее невротичку-мать и брата-наркодилера, Рэндалла. |            |                                                                       |                 | |                  |             |                     |
| 209 | 2          | «Военная миниатюризация» «The Military Miniaturization»               | Марк Сендроуски | Сюжет : Чак Лорри, Эрик Каплан и Джим Рейнольдс Телесценарий : Стивен Моларо, Стив Холланд и Мария Феррари                | 26 сентября 2016 | T12.15301   | 14.24               |
| ВВС хочет купить у ребят их изобретение. А тем временем Пенни проболталась о беременности Бернадет на работе. |            |                                                                       |                 | |                  |             |                     |
| 210 | 3          | «Превосходство зависимости» «The Dependence Transcendence»            | Марк Сендроуски | Сюжет : Стивен Моларо, Саладин Паттерсон и Тара Эрнандес Телесценарий : Стив Холланд, Мария Феррари и Джереми Хоув        | 3 октября 2016   | T12.15302   | 14.32               |
| У Шелдона возникли некоторые проблемы при работе над прототипом для ВВС. Между тем Эми и Пенни идут на вечеринку. А Радж проводит день с беременной Бернадетт. |            |                                                                       |                 | |                  |             |                     |
| 211 | 4          | «Эксперимент сожительства» «The Cohabitation Experimentation»         | Марк Сендроуски | Сюжет : Чак Лорри, Дэйв Гоетч и Мария Феррари Телесценарий : Стивен Моларо, Стив Холланд и Тара Эрнандес                  | 10 октября 2016  | T12.15304   | 14.41               |
| Эми и Шелдон проводят эксперимент по совместному проживанию. Тем временем, Радж узнает пол будущего ребенка Бернадетт и Говарда. |            |                                                                       |                 | |                  |             |                     |
| 212 | 5          | «Загрязнение джакузи» «The Hot Tub Contamination»                     | Марк Сендроуски | Сюжет : Чак Лорри, Мария Феррари и Тара Эрнандес Телесценарий : Стив Холланд, Эрик Каплан и Джим Рейнольдс                | 17 октября 2016  | T12.15305   | 14.20               |
| Шелдон и Эми имеют непреодолимые противоречия в плане совместного проживания, в результате чего в их отношениях возникают некоторые трудности. Шелдон пытается смотреть на других женщин, а также рассказывает Пенни, почему он всегда стучит три раза. Говард и Бернадетт собираются в отпуск в Палм-Спрингс, пока ребенок не родился. С утра Бернадетт чувствует недомогание, и они решают провести отпуск в домашних условиях, но никому об этом не говорить. |            |                                                                       |                 | |                  |             |                     |
| 213 | 6          | «Катализация толчками плода» «The Fetal Kick Catalyst»                | Марк Сендроуски | Сюжет : Стив Холланд, Тара Эрнандес и Джереми Хоув Телесценарий : Стивен Моларо, Саладин Паттерсон и Энтони Дель Брокколо | 27 октября 2016  | T12.15306   | 14.31               |
| Шелдон и Эми решают пригласить всех своих друзей на завтрак. Пенни приглашают на конвенцию, посвящённую комиксам. Бернадетт и Говард собираются купить несколько вещей для своего ребёнка и размещают объявление. Их малыш начинает толкаться и Воловиц безумно рад тому, что рядом не оказался Радж. |            |                                                                       |                 | |                  |             |                     |
| 214 | 7          | «Эластичность правдивости» «The Veracity Elasticity»                  | Марк Сендроуски | Сюжет : Стивен Моларо, Эрик Каплан и Мария Феррари Телесценарий : Стив Холланд, Джим Рейнольдс и Адам Фаберман            | 3 ноября 2016    | T12.15307   | 14.18               |
| Эми лжёт Шелдону, что ее квартира ремонтируется. Пенни медленно перемещает коллекцию Леонарда в съёмное хранилище. |            |                                                                       |                 | |                  |             |                     |
| 215 | 8          | «Инкубация мозгов в чашке» «The Brain Bowl Incubation»                | Марк Сендроуски | Сюжет : Чак Лорри, Стив Холланд и Саладин Паттерсон Телесценарий : Стивен Моларо, Мария Феррари и Тара Эрнандес           | 10 ноября 2016   | T12.15308   | 14.47               |
| Успешный генетический эксперимент настолько взволновал Шелдона, что он увлёкся сотрудничеством с Эми, — сметая все преграды, чтобы работать с нею бок о бок. Между тем, Радж хочет показать новой женщине в его жизни, как он зарабатывает себе на жизнь. |            |                                                                       |                 | |                  |             |                     |
| 216 | 9          | «Геологическая высота» «The Geology Elevation»                        | Марк Сендроуски | Сюжет : Чак Лорри, Эрик Каплан и Мария Феррари Телесценарий : Стив Холланд, Джим Рейнольдс и Джереми Хоув                 | 17 ноября 2016   | T12.15309   | 14.34               |
| Шелдон ревнует, когда Берт получает грант на свои исследования по геологии. Говард создаёт неполиткорректую игрушку — радиоуправляемую коляску Стивена Хокинга. |            |                                                                       |                 | |                  |             |                     |
| 217 | 10         | «Коллизия собственности» «The Property Division Collision»            | Марк Сендроуски | Сюжет : Стив Холланд, Билл Прэди и Дэйв Гоетч Телесценарий : Стивен Моларо, Мария Феррари и Тара Эрнандес                 | 1 декабря 2016   | T12.15310   | 14.54               |
| После того, как Эми подарила Пенни большую уродливую картину, изображающую их вдвоём, Леонард и Шелдон вступают в борьбу по поводу раздела их совместно нажитого имущества. Между тем, Стюарт и Радж сражаются между собой, — кто из них должен помочь Говарду и Бернадетт с их вот-вот родящимся ребенком. |            |                                                                       |                 | |                  |             |                     |
| 218 | 11         | «Синхронность дня рождения» «The Birthday Synchronicity»              | Никки Лорри     | Сюжет : Чак Лорри, Стив Холланд и Мария Феррари Телесценарий : Стивен Моларо, Эрик Каплан и Тара Эрнандес                 | 15 декабря 2016  | T12.15311   | 15.96               |
| Бернадетт доставляют в больницу, чтобы родить ребенка. Шелдон и Эми пытаются заняться сексом в день рождения Эми. |            |                                                                       |                 | |                  |             |                     |
| 219 | 12         | «Праздничное суммирование» «The Holiday Summation»                    | Марк Сендроуски | Сюжет : Стивен Моларо, Эрик Каплан и Тара Эрнандес Телесценарий : Стив Холланд, Мария Феррари и Джереми Хоув              | 5 января 2017    | T12.15312   | 16.80               |
| Шелдон и Эми вместе навещают мать Шелдона Мэри в Техасе. Леонард и Пенни отправляются купить ёлку; а Хэлли Воловиц не перестаёт плакать. |            |                                                                       |                 | |                  |             |                     |
| 220 | 13         | «Романтическая рекалибровка» «The Romance Recalibration»              | Марк Сендроуски | Сюжет : Чак Лорри, Дэйв Гоетч и Энтони Дель Брокколо Телесценарий : Стивен Моларо, Стив Холланд и Саладин Паттерсон       | 19 января 2017   | T12.15313   | 15.15               |
| Говард и Радж решают, как починить скрипучий пол в детской, а Леонард и Пенни просят Шелдона составить им соглашение об отношениях, чтобы решить проблемы в браке. |            |                                                                       |                 | |                  |             |                     |
| 221 | 14         | «Автоматизация обнаружения эмоций» «The Emotion Detection Automation» | Марк Сендроуски | Сюжет : Чак Лорри, Стивен Моларо и Эрик Каплан Телесценарий : Стив Холланд, Джим Рейнольдс и Саладин Паттерсон            | 2 февраля 2017   | T12.15314   | 14.66               |
| Радж вновь остался один и решил собрать всех своих бывших, чтоб вместе с Говардом определить причины своих неудач. Шелдону из МТИ присылают устройство по считыванию эмоций и он тестирует его на Леонарде и Пенни. |            |                                                                       |                 | |                  |             |                     |
| 222 | 15         | «Локомотивная реверберация» «The Locomotion Reverberation»            | Марк Сендроуски | Сюжет : Чак Лорри, Стив Холланд и Джим Рейнольдс Телесценарий : Стивен Моларо, Мария Феррари и Тара Эрнандес              | 9 февраля 2017   | T12.15315   | 14.15               |
| Когда Шелдон замедляет разработку проекта системы наведения, Леонард и Воловиц пытаются переключить его внимание на что-то другое. Одновременно совершают «выход в свет» Бернадетт, Пенни и Эми, — поручив присмотр за ребёнком Раджу и Стюарту. |            |                                                                       |                 | |                  |             |                     |
| 223 | 16         | «Исчисление пособия» «The Allowance Evaporation»                      | Марк Сендроуски | Сюжет : Эрик Каплан, Мария Феррари и Джереми Хоув Телесценарий : Стивен Моларо, Стив Холланд и Джим Рейнольдс             | 16 февраля 2017  | T12.15316   | 13.51               |
| Друзья предлагают Раджу отказаться от денег отца и начать жить по собственным средствам. Шелдон находит для себя, что делиться подробностями о своей интимной жизни с Эмми с каждым встречным — не лучшая идея. |            |                                                                       |                 | |                  |             |                     |
| 224 | 17         | «Головоломка Комик-Кона» «The Comic-Con Conundrum»                    | Марк Сендроуски | Сюжет : Эрик Каплан, Саладин Паттерсон и Тара Эрнандес Телесценарий : Стив Моларо, Стив Холланд и Мария Феррари           | 23 февраля 2017  | T12.15317   | 13.38               |
| У Раджа большие долги и его финансовым менеджером становится Шелдон. Радж также ищет деньги, чтобы попасть на Comic-Con. Леонард и Пенни не могут объяснить, что не хотят там видеть друг друга. Воловиц берёт на себя всю домашнюю работу, которую обычно исполняет Бернадетт. |            |                                                                       |                 | |                  |             |                     |
| 225 | 18         | «Идентификация выходного люка» «The Escape Hatch Identification»      | Марк Сендроуски | Сюжет : Стивен Моларо, Эрик Каплан и Энтони Дель Брокколо Телесценарий : Стив Холланд, Джим Рейнольдс и Тара Эрнандес     | 9 марта 2017     | T12.15318   | 13.08               |
| Радж в соцсети спрашивает, где бы ему отыскать дешёвое жильё. Воловиц и Леонард приходят ему на помощь. Шелдон созванивается с мамой Леонарда и она объясняет ему, какие у кого в наличии психологические проблемы. |            |                                                                       |                 | |                  |             |                     |
| 226 | 19         | «Коллаборационная флуктуация» «The Collaboration Fluctuation»         | Марк Сендроуски | Сюжет : Чак Лорри, Тара Эрнандес и Джузеппе Грациано Телесценарий : Стивен Моларо, Стив Холланд и Дэйв Гоетч              | 30 марта 2017    | T12.15319   | 12.78               |
| Леонард, Пенни и Радж приспосабливаются к новой совместной жизни в одной квартире. Тем временем, Шелдон начинает проявлять интерес к работе Эмми. |            |                                                                       |                 | |                  |             |                     |
| 227 | 20         | «Диссипация воспоминания» «The Recollection Dissipation»              | Марк Сендроуски | Сюжет : Эрик Каплан, Тара Эрнандес и Джереми Хоув Телесценарий : Стивен Моларо, Стив Холланд и Мария Феррари              | 6 апреля 2017    | T12.15320   | 12.59               |
| Шелдон доводит себя до предела, когда он в один день работает над проектами Леонарда и Воловица, а также Эми. Кроме того, у Бернадетт заканчивается декрет и скоро она должна вернуться на работу. |            |                                                                       |                 | |                  |             |                     |
| 228 | 21         | «Разделение агитации» «The Separation Agitation»                      | Марк Сендроуски | Сюжет : Стивен Моларо, Джим Рейнольдс и Мария Феррари Телесценарий : Стив Холланд, Тара Эрнандес и Джереми Хоув           | 13 апреля 2017   | T12.15321   | 11.89               |
| У Говарда и Бернадетт наступает трудное время, когда им (в день возвращения Бернадетт к работе) приходится оставить Хэлли. Кроме того, Берт представляет шайку своей новой подруге, Ребекке. |            |                                                                       |                 | |                  |             |                     |
| 229 | 22         | «Регенерация познания» «The Cognition Regeneration»                   | Марк Сендроуски | Сюжет : Стив Холланд, Тара Эрнандес и Джереми Хоув Телесценарий : Дэйв Гоетч, Эрик Каплан и Джим Рейнольдс                | 27 апреля 2017   | T12.15322   | 12.52               |
| Леонард огорчён перспективой новой работы Пенни, которую ей предложил её «бывший» — Зак. Шелдон, как и всегда, ищет нового разнообразия для самовыражения своей творческой личности. |            |                                                                       |                 | |                  |             |                     |
| 230 | 23         | «Гироскопический коллапс» «The Gyroscopic Collapse»                   | Энтони Рич      | Сюжет : Чак Лорри, Стив Холланд и Алекс Эйерс Телесценарий : Стивен Моларо, Джим Рейнольдс и Саладин Паттерсон            | 4 мая 2017       | T12.15323   | 12.39               |
| У Эми появляется возможность поработать в Принстоне; Радж съезжает от Пенни и Леонарда; а ВВС по-новому распоряжается проектом с гироскопом. |            |                                                                       |                 | |                  |             |                     |
| 231 | 24         | «Диссонанс на большие расстояния» «The Long Distance Dissonance»      | Марк Сендроуски | Сюжет : Стивен Моларо, Эрик Каплан и Джим Рейнольдс Телесценарий : Чак Лорри, Стив Холланд и Тара Эрнандес                | 11 мая 2017      | T12.15324   | 12.99               |
| Компания обеспокоена появлением доктора Рамоны Новицки (бывшей поклонницы Шелдона), — в то время, как Эми трудится в Принстоне. Также мы узнаем, что поцелуй может оказаться не только эффектнейшим катализатором в развитии отношений, но и достойным завершением сезона. |            |                                                                       |                 | |                  |             |                     |